# 快眠!安眠!スヤリスト生活
「快眠!安眠!スヤリスト生活」（かいみん!あんみん!スヤリストせいかつ）は、スヤリス姫(水瀬いのり)のシングル。

## 概要
「快眠!安眠!スヤリスト生活」はテレビ東京系列で放送されたテレビアニメ『魔王城でおやすみ』のオープニングテーマとして使用された。
カップリング曲として、魔王タソガレ（松岡禎丞）と勇者アカツキ（下野紘）が歌う「ナイトウィルカム」が収録されている。オリコンランキング最高は26位で登場回数は12回だった。

## 収録曲
1. 快眠!安眠!スヤリスト生活
作詞・作曲・編曲：新田目駿  歌：スヤリス姫（水瀬いのり）
テレビアニメ『魔王城でおやすみ』オープニング
2. ナイトウィルカム
作詞・作曲・編曲：タナカ零　歌：魔王タソガレ（松岡禎丞）と勇者アカツキ（下野紘）
3. 快眠!安眠!スヤリスト生活 (Instrumental)
4. ナイトウィルカム (Instrumental)